# Norra Ormtjärnen
Norra Ormtjärnen är en sjö i Rättviks kommun i Dalarna och ingår i Dalälvens huvudavrinningsområde. Sjön har en area på 0,103 kvadratkilometer och ligger 317,2 meter över havet.

## Delavrinningsområde
Norra Ormtjärnen ingår i det delavrinningsområde (681471-146465) som SMHI kallar för Inloppet i Svartjämnaren. Medelhöjden är 324 meter över havet och ytan är 10,91 kvadratkilometer. Det finns inga avrinningsområden uppströms utan avrinningsområdet är högsta punkten. Vattendraget som avvattnar avrinningsområdet har biflödesordning 4, vilket innebär att vattnet flödar genom totalt 4 vattendrag innan det når havet efter 408 kilometer. Avrinningsområdet består mestadels av skog (80 procent). Avrinningsområdet har 0,94 kvadratkilometer vattenytor vilket ger det en sjöprocent på 8,6 procent.